# Vargen (företag)
Regnklädersfabriken Vargen AB var ett svenskt konfektionsföretag baserat i Norrköping. Företaget grundades 1898 och lades ner under mitten av 1960-talet. Produkterna bestod bland annat av regnkläder och försäljningen skedde under varumärkena Vargen och Albatross.
Fabriken låg på Lindövägen 5 i Norrköping. I lokalerna huserar numera Norrköpings kommuns vård- och omsorgskontor. Företagsnamnet var inspirationskälla när speedwaylaget Vargarna fick sitt namn i mitten av 1940-talet.